# Werner Teske

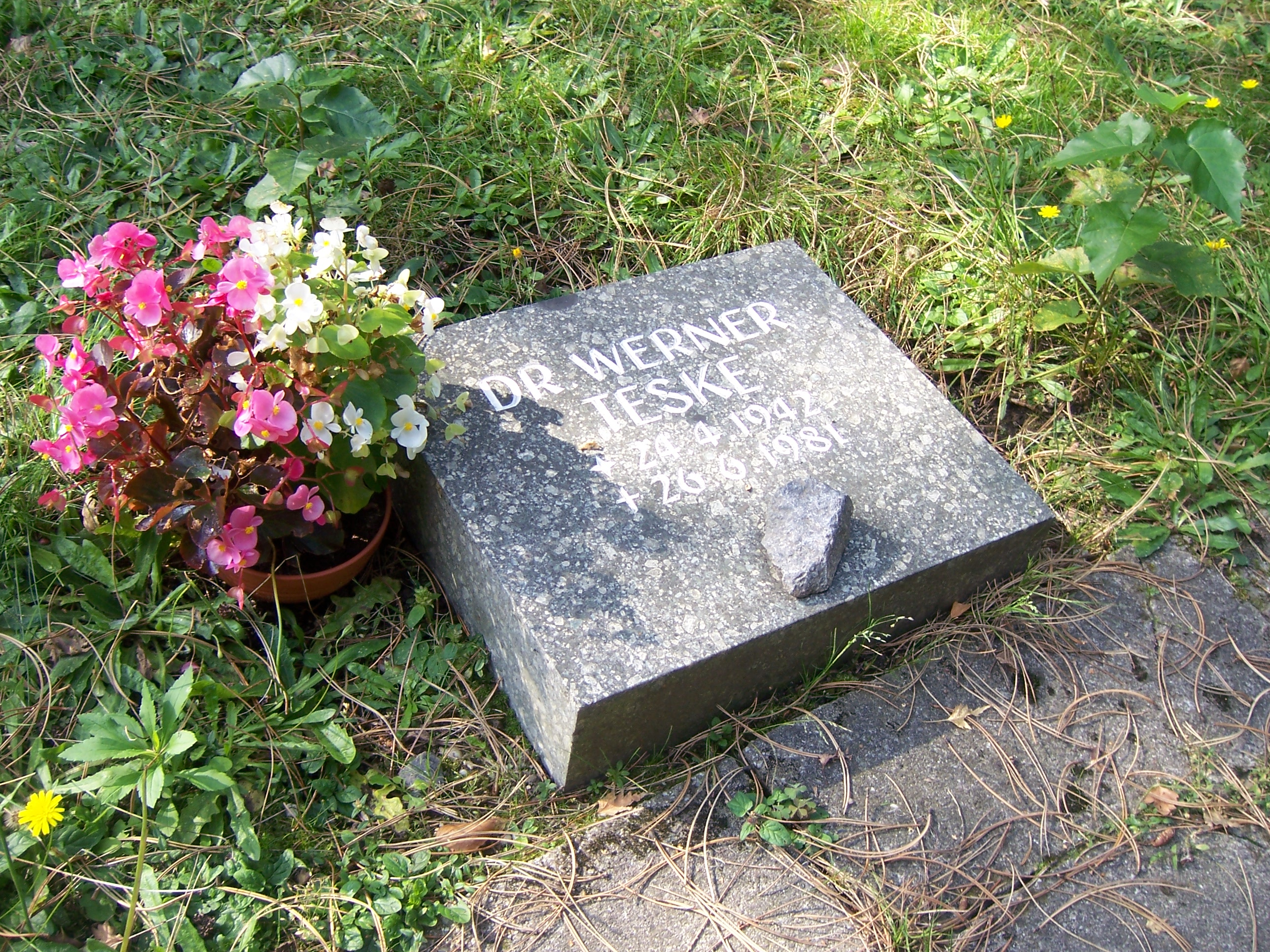
Grafsteen van Werner Teske

Werner Teske (Berlijn, 24 april 1942 – Leipzig, 26 juni 1981) was een kapitein van de Stasi, het voormalige ministerie voor Staatsveiligheid van de DDR en is de laatste persoon die in Duitsland geëxecuteerd is.
Teske werd als student door de Stasi gerekruteerd. Hij studeerde economie aan de Humboldtuniversiteit in Oost-Berlijn en ging na zijn studie werken bij de Hauptverwaltung Aufklärung van de Stasi, die zich richtte op economische spionage in het buitenland. In de jaren zeventig begon Teske te overwegen om uit te wijken naar West-Berlijn. Hij verzamelde geheime documenten om op zijn vlucht mee te nemen, maar nam nooit de stap. Bij een intern onderzoek van de Stasi kwamen onregelmatigheden naar voren en werd Teske's woning doorzocht. Daarbij werden de geheime documenten aangetroffen. Teske werd door de militaire rechtbank in Oost-Berlijn na een slechts 2 dagen durend proces ter dood veroordeeld, ondanks het feit dat hij zijn voornemen niet ten uitvoer had gebracht. Een gratieverzoek werd door het DDR-regime afgewezen. Teske werd in een geheime executieruimte in Leipzig met een schot in het achterhoofd om het leven gebracht. Zijn vrouw werd verteld dat haar man een natuurlijke dood was gestorven. De rechtszaak en de executie werden in de DDR geheim gehouden, ook voor de Stasi zelf.
Het oordeel van de militaire rechtbank werd in 1993 herroepen. Ook naar het destijds geldende Oost-Duitse recht was de doodstraf disproportioneel. Twee DDR-juristen die verantwoordelijk waren voor de veroordeling van Teske werden in 1998 veroordeeld tot vier jaar cel voor doodslag en Rechtsbeugung (Rechtsverkrachting).